# Tayport Castle
Tayport Castle ist eine abgegangene Niederungsburg in Tayport in der schottischen Council Area Fife.
Die Burg mit Z-förmigem Grundriss, die eine Fläche von etwa 12 Meter × 12 Meter bedeckte und Rundtürme mit 7,8 Metern Durchmesser an der Südost- und der Nordwestecke besaß, wird 1588 urkundlich erwähnt.
1854 war der Gewölbekeller der Burg noch als Lagerraum im Benutzung. Dann wurde sie abgerissen. Heute gibt es keinerlei oberirdischen Überreste mehr.